# Émile Terroine
Émile-Florent Terroine, né le 21 janvier 1882 à Paris 18e, ville où il est mort le 24 octobre 1974 en son domicile dans le 8e arrondissement, est un professeur de l’université de Strasbourg spécialiste de la nutrition et un résistant français.

## Biographie

### Études
Bachelier en 1900, il étudie les Sciences naturelles à la Sorbonne, où il est élève de Victor Henri, et obtient son diplôme en 1903. D’abord préparateur au laboratoire de chirurgie expérimentale de l’École pratique des hautes études, il y devient professeur en 1909.
Mobilisé pendant la Première Guerre mondiale, il est en 1916 chef du secrétariat permanent interallié des Organismes d'études chimiques.

### Professeur à Strasbourg
La paix revenue, il devient docteur ès sciences et est nommé titulaire de la chaire physiologie générale de la faculté des Sciences de Strasbourg. Il y fonde l’Institut de Physiologie générale, qu’il dirige jusqu’en 1939 et qui sera détruit par les Allemands.
Au début de la Seconde Guerre mondiale, la faculté est transférée à Clermont-Ferrand et son institut à l’École vétérinaire de Lyon. Il dirige une commission sur l’alimentation en temps de guerre. Il rejoint la Résistance. Arrêté le 12 juin 1944, il est incarcéré à la Prison Montluc de Lyon et libéré par les FFI.

### Restituteur des biens spoliés aux Juifs
À l’automne 1944, il est nommé administrateur-séquestre du CRQJ (Commissariat Régional aux questions juives de Lyon).
Il va forcer les administrateurs provisoires à justifier de leur gestion. À Lyon, la mission d'Émile Terroine permet la restitution en 1945 de 63 % des biens aryanisés. Il rédige un rapport demandant l’extension de sa mission et le 30 janvier 1945 est créé à Paris le Service de restitution des biens des victimes des lois et mesures de spoliation par la direction du blocus du Ministère des Finances qu’il dirige du 9 février 1945 au 1er mai 1946. Il est nommé rapporteur du décret de l’ordonnance d’avril 1945 qui annule les ventes et liquidations de biens juifs opérées pendant la guerre.

### Carrière après la guerre
Membre du CNRS nouvellement fondé, il est nommé à la Libération, au comité permanent de l’Inra, il prend, en 1946, la direction du Centre national d'études et de recommandations sur la nutrition et l'alimentation (CNERNA) créé à son initiative par décret du 28 mai 1946 et restera à la tête de cette institution pendant trois décennies.
Il fonde la revue Les Annales de la nutrition.
En 1949, il est nommé directeur des Sciences de la Vie au CNRS. Il est décrit comme : « Grand, élégant, affable il ressemblait à Léon Blum. Ressemblance qu’il cultivait avec soin, tant par sa coupe de moustache que par son chapeau à large bord que par sa manière un peu précieuse, un peu voilée de parler »[réf. nécessaire]
Il est membre de l'Académie des Sciences, Lettres et Beaux-Arts, de l'Académie flamande des sciences, des lettres et des Arts, de l'académie Mazarik (Prague), de l'Académie d'agriculture de France, de la société de chimie biologique, de l’Académie de médecine de Belgique.

## Décorations
- Commandeur de la Légion d'honneur
- Commandeur des Palmes académiques
- Commandeur de l'Étoile Noire du Bénin
- Officier du Mérite Agricole
- Commandeur de Saint-Sava
- Officier du soleil-Levant
- Officier de Polonia restituta
- Officier du Lion blanc
- Membre de l'empire britannique
- Chevalier de la Couronne
- Chevalier de la Couronne d'Italie
- Médaille de la Résistance

## Œuvre
- Dans les geôles de la Gestapo, Lyon, éditions de La Guillotière, 1945.

### Filmographie
- Catherine Bernstein, Après la guerre, les restitutions, 2015